# 萩本企画
株式会社萩本企画（はぎもときかく）は、日本の芸能プロダクション、放送作家事務所、法人馬主。萩本欽一の個人事務所。東京都世田谷区太子堂に本社ビルを保有する。
欽ちゃん劇団の運営者。その関係上、劇団員や、その他に放送作家も在籍している。
関連会社に浅井企画、佐藤企画があり、結びつきは強い。萩本のタレント活動マネジメントは浅井企画が行っている。

## 所属者
- 萩本欽一（浅井企画・佐藤企画業務提携）

### 欽ちゃん劇団
- あさりど（堀口文宏・川本成）
- 飯野雅彦
- 押田佐代子
- カンカラ（石田武・入山学・杉林功）
- 酒井一磨
- 田中謙次
- 羽賀奈美
- 山田真以

### 放送作家
パジャマ党
- 大岩賞介
- 詩村博史
- 鈴木しゅんじ（故人）
- 永井準（故人）

サラダ党
- 鶴間政行
- 益子強

その他
- 君塚良一
- 荒木美子
- 金沢達也

## 過去の所属タレント
- 足立真理
- 大場拓
- 川崎龍一
- 北野康広
- 斉藤菊代
- 高丸真里
- 中井昌文
- 平手舞
- 吉川美樹
- 渡部和正

## 馬主活動と主な所有馬

萩本企画の勝負服

日本中央競馬会（JRA）および地方競馬全国協会（NAR）に登録する馬主としても知られる。勝負服の柄は桃、青袖白一本輪。冠名には「すてきな馬の物語を作りたい」という願いのもと、「上（ジョウ）」＋「本（ブック）」より「ジョブック」を用いる。
主な所有馬
- アンブラスモア（1999年小倉記念）

## その他
2025年3月30日に『はやく起きた朝は…』（フジテレビ）の最終回放送にあたり、萩本によるサプライズとして、同番組の企画に携わった常田久仁子（故人）並びにフジテレビへの感謝をこめて、30秒の特別CMを当社名義で提供した。